# فرانک فان د فایفر
فرانک فان د فایفر (انگلیسی: Frank Van De Vijver؛ زادهٔ ۱۲ نوامبر ۱۹۶۲) دوچرخه‌سوار اهل بلژیک است.